# Кадоган, Александр
Сэр Александр Джордж Монтэгю Кадоган (англ. Alexander George Montagu Cadogan; 25 ноября 1884, Лондон — 9 июля 1968, там же) — британский дипломат.
Входил в Тайный совет Великобритании с 1946 года.
Учился с 1897 года в Итоне и с 1903 года в Баллиол-колледже Оксфорда (бакалавр искусств, 1908).
На дипломатической службе в 1908—1950 годах.
В 1934—1936 годах посол Великобритании (посланник до 1935 года) в Китае. Был первым британским дипломатическим представителем в Китае в ранге посла.
В 1936—1938 годах представитель постоянного заместителя министра иностранных дел Великобритании.
В 1938—1946 годах постоянный заместитель министра иностранных дел Великобритании. «То, что система (Форин-офис) относительно неплохо работала в такой тяжелой обстановке, какая имела место в 1940—1945 гг., было заслугой заместителя министра иностранных дел сэра Александра Кадогана». Именно Кадоган сопровождал Черчилля на первую встречу со Сталиным в августе 1942 г., как и на первую встречу с Рузвельтом за год до этого (а не мининдел Иден).
В 1944 году был главой делегации Великобритании на конференции в Думбартон-Окс.
«Сталин великий человек и выгодно отличается от двух других стареющих государственных деятелей», — писал Александр Кадоган об Ялтинской конференции.
«Свою работу во время этой войны Вы выполнили блестяще», — так сказал ему премьер-министр Черчилль в августе 1945 г.
В 1946—1950 годах постоянный представитель Великобритании в ООН (СБ ООН).
С 1950 года в отставке.
В 1951 году директор «Suez Canal Company», директор «National Provident Bank».
Почётные степени доктора гражданского права (D.C.L.) Университета Торонто (1947), Университета Макгилла (1950), Принстонского университета (1950).
- Рыцарь-командор ордена Бани (1941, кавалер 1932).
- Рыцарь Великого Креста ордена Святого Михаила и Святого Георгия (1939, рыцарь-командор 1934, кавалер 1926).
- Член ордена Заслуг (1951).

Интересна характеристика Кадогана из советского «Дипломатического словаря» (1948; А. Я. Вышинский, С. А. Лозовский): «Кадоган является типичным представителем английских профессиональных дипломатов — опытным, знающим, хладнокровным, формально беспартийным, но фактически убеждённым консерватором, сторонником англо-американского блока и противником СССР».